# Trânsito planetário
Em Astronomia, trânsito planetário é o trânsito ou a passagem de um planeta
através do disco da estrela em torno da qual orbita. Da Terra, apenas os trânsitos dos planetas internos, Mercúrio e Vênus, podem ser observados, mas a partir dos anos de 1990, os astrônomos começaram a detectar trânsitos planetários de planetas extra-solares (ou exoplanetas).

## Trânsitos de Mercúrio e Vênus
Em média, ocorrem 13 trânsitos de Mercúrio a cada século. Em comparação, os trânsitos de
Vênus ocorrem aos pares, com uma separação de oito anos entre os dois eventos. Porém, mais de um século separa cada par de trânsitos.
O primeiro trânsito planetário observado, foi o trânsito de Mercúrio em 1631 pelo astrônomo francês Pierre Gassendi (1592-1655). Um trânsito de Vênus ocorreu apenas um mês mais tarde, mas a tentativa de Gassendi de observá-lo falhou porque o trânsito não era visível da Europa. Em 1639, os astrônomos ingleses
Jeremiah Horrocks (1618?-1641) e William Crabtree (1610–1644?)
fizeram a primeira observação de um trânsito de Vênus.

### Trânsitos de Mercúrio
Até hoje, todos os trânsitos de Mercúrio caem entre 8 de Maio e 10 de Novembro.
Como a órbita de Mercúrio é inclinada sete graus em relação à órbita da Terra, ele intercepta a ecliptica em dois pontos ou nodos nos quais cruza o Sol
cada ano nessas datas. Se Mercúrio passasse através de uma conjunção inferior nessas ocasiões, o trânsito ocorrerá. Durante os trânsitos de Novembro, Mercúrio está próximo do perihélio e exibe um disco de somente 10 arcsec de diâmetro.
Mas quando está próximo do afélio durante o trânsito de Maio apresenta um diâmetro de 12 arcsec. Contudo, a probabilidade de um trânsito em Maio é menor por um fator de quase dois. O movimento orbital mais lento de Mercúrio no afélio faz com que ele cruze menos vêzes o nodo durante o período crítico. Os trânsitos de Novembro ocorrem em intervalos de 7, 13, ou 33 anos enquanto os trãnsitos de Maio se repetem somente depois dos dois maiores intervalos.
A tabela abaixo lista todos os trânsitos de Mercúrio entre 1901 e 2050.
A distância entre o centro do Sol e o centro Mercúrio na terceira coluna é dada em arcsec.
| Data        | Hora (UT) | (Distância) |
| ----------- | --------- | ----------- |
| 1907 Nov 14 | 12:06     | 759"        |
| 1914 Nov 07 | 12:02     | 631"        |
| 1924 May 08 | 01:41     | 85"         |
| 1927 Nov 10 | 05:44     | 129"        |
| 1937 May 11 | 09:00     | 955"        |
| 1940 Nov 11 | 23:20     | 368"        |
| 1953 Nov 14 | 16:54     | 862"        |
| 1957 May 06 | 01:14     | 907"        |
| 1960 Nov 07 | 16:53     | 528"        |
| 1970 May 09 | 08:16     | 114"        |
| 1973 Nov 10 | 10:32     | 26"         |
| 1986 Nov 13 | 04:07     | 471"        |
| 1993 Nov 06 | 03:57     | 927"        |
| 1999 Nov 15 | 21:41     | 963"        |
| 2003 May 07 | 07:52     | 708"        |
| 2006 Nov 08 | 21:41     | 423"        |
| 2016 May 09 | 14:57     | 319"        |
| 2019 Nov 11 | 15:20     | 76"         |
| 2032 Nov 13 | 08:54     | 572"        |
| 2039 Nov 07 | 08:46     | 822"        |
| 2049 May 07 | 14:24     | 512"        |

### Trânsitos de Vênus
Como a órbita de Vênus é consideravelmente maior que a órbita de Mercúrio, os trânsitos de Vênus são muito mais raros. De fato, somente seis desses eventos ocorreram desde a invenção do telescópio
(1631,1639, 1761,1769, 1874 e 1882). Os trânsitos de Vênus são somente possíveis entre Dezembro e Junho, quando os nodos orbitais de Vênus passam através do Sol. Os trãnsitos de Vênus mostram um padrão claro de recorrência em intervalos de 8, 121.5, 8 e 105.5 anos.
A tabela abaixo lista todos os trânsitos de Vênus durante o período de 800 anos entre 1601 e 2400. A separação entre os centros do Sol e de
Vênus é dada em arcsec.
| Data        | Hora (UT) | Separação (Sol-Vênus) |
| ----------- | --------- | --------------------- |
| 1631 Dec 07 | 05:19     | 940"                  |
| 1639 Dec 04 | 18:25     | 522"                  |
| 1761 Jun 06 | 05:19     | 573"                  |
| 1769 Jun 03 | 22:25     | 608"                  |
| 1874 Dec 09 | 04:05     | 832"                  |
| 1882 Dec 06 | 17:06     | 634"                  |
| 2004 Jun 08 | 08:19     | 627"                  |
| 2012 Jun 06 | 01:28     | 553"                  |
| 2117 Dec 11 | 02:48     | 724"                  |
| 2125 Dec 08 | 16:01     | 733"                  |
| 2247 Jun 11 | 11:30     | 693"                  |
| 2255 Jun 09 | 04:36     | 492"                  |
| 2360 Dec 13 | 01:40     | 628"                  |
| 2368 Dec 10 | 14:43     | 835"                  |

O trânsito de Vênus de 2004 foi visível da Europa, África e Ásia. Mas os estágios finais foram também visíveis da parte leste dos Estados Unidos e Canadá. O trânsito Vênus de 2012 foi visível da América do Norte, do Pacífico, Ásia, Austrália, parte leste da Europa, e parte leste da África.

## Trânsitos e distância do Sol
EM 1716, Edmond Halley publicou um artigo descrevendo exatamente como os trânsitos planetários poderiam ser uados para medir a distância do Sol e, portanto, estabelecer uma escala absoluta para o sistema solar a partir da terceira Lei de Kepler.
Infelizmente, seu método não se mostrou muito prático porque os instantes em que os trânsitos ocorriam exigiam uma certa precisão que não se dispunha naquela época. Porém, as expedições de 1761 e 1769 para observar os trânsitos de Vênus deram aos astrônomos suas primeiras boas medidas da distância do Sol.